# Mihail Szemjonovics Cvet

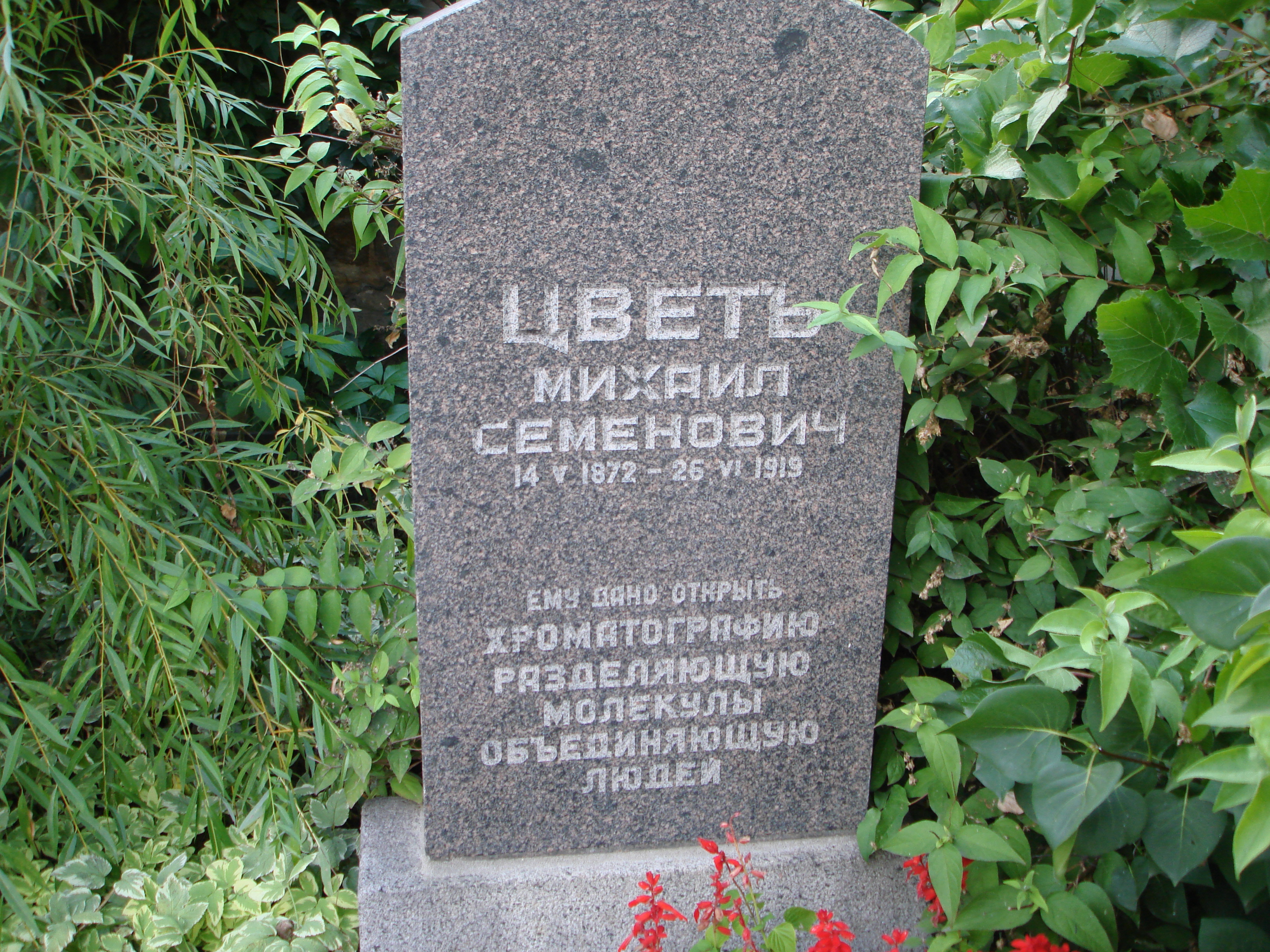
Sírja az Alekszejevo-Akatov kolostor kertjében

Mihail Szemjonovics Cvet (Михаил Семёнович Цвет) (Asti, 1872. május 14. – Voronyezs, 1919. június 26.) orosz botanikus, nevéhez fűződik a kromatográfia eljárás, amelynek során szerves növényi színanyagokat választott szét. Botanikai szakmunkákban nevének rövidítése: „Tsvett”.

## Pályafutása
Orosz apától és olasz anyától született Astiban, ahol a szülők gyógykúrán tartózkodtak. Genfben nőtt fel, édesanyját korán elvesztette. 1891-ben kezdett matematikát és fizikát tanulni a Genfi Egyetemen, bár a kémia és a botanika iránt különösen nagy volt az érdeklődése. Miután 1893-ban fizikából és természettudományokból vizsgát tett, botanikai laboratóriumban kezdte meg kutatómunkáját, és 1896-ban sejtfiziológiával foglalkozó disszertációt írt. Ezután Szentpéterváron a Tudományos Akadémia biológiai laboratóriumában kezdett dolgozni, ahol 1897-től a lányosztály botanikatanára lett. 
1902-től Varsóban a növényfiziológiai intézetben lett laborasszisztens, majd privát docens. Különböző varsói főiskolákon is tanított. Az első világháború kitörése után Moszkvába, majd 1916-ban Nyizsnyij Novgorodba költöztették a Varsói Műszaki Főiskolát. 1917-ben a Tartui Egyetem botanika professzora és az egyetem botanikai kertjének igazgatója. 
1918. február 23-án a várost osztrák és német katonák foglalták el, ezért augusztusban Voronyezsbe helyezték át az intézményt. Ott halt meg 1919-ben.

### Tudományos munkája
1903-ban jelentette meg első leírását a kromatográfiáról. Az eljárás során növényi színanyagokat választott szét. Frissen szedett faleveleket dörzsölt szét kevés alkohollal kevert petroléterben és színes kivonatot kapott. Ezt desztillált vízzel rázta össze, hogy az alkoholt eltávolíthassa, majd a kivonatot üvegcsőbe töltötte, amelyben kalcium-karbonát volt. A pigmentek az adszorpció nyomán hat eltérő színű sávban jelentek meg. Cvet hordozóanyaggal kivette az egyes színsávokat, és oldószerbe tette. Sikerült izolálnia a klorofill a-t és b-t, valamint a barna algából a klorofill c-t, amit ő klorofill γ-nak nevezett. 126 por alakú adszorbenst tesztelt a növényi pigmentek szétválasztására. A kalcium-karbonát mellett az inulint is megfelelő adszorbensnek találta.

## Publikációi
- Sur la Chlorophylline blue
- Sur la pluralite des Chlorophyllines et sur les metachlorophyllines
- О новой категории адсорбционных явлений и о применении их к биохимическому анализу
- Physikalisch-chemische Studien über das Chlorophyll. Die Adsorptionen.
- Adsorptionsanalyse und chromatographische Methode. Anwendung auf die Chemie des Chlorophylls
- Über die nächsten Säurederivate der Chlorophylline
- Das sogenannte „krystallisierte Chlorophyll” – ein Gemisch
- Über die Löslichkeitsverhältnisse der Chlorophylline und eine neue Methode zur Isolierung derselben